# Хюга (линеен кораб, 1917)
Хюга (на японски: 日向, на английски: Hyūga) е линеен кораб на Императирския флот на Япония. Вторият кораб от типа „Исе“. Килът на кораба е заложен в корабостроителницата на фирмата „Мицубиши“ на 15 май 1915 г. Линкорът е спуснат на вода на 27 януари 1917 г., въведен е в експлоатация на 30 април 1918 г. Наречен е в чест на историческата провинция в югоизточната част на остров Кюшу, префектура Миядзаки. Линкорът „Хюга“ изначално е проектиран като четвъртия кораб от типа „Фусо“, но проектът е силно изменен, за да се поправят неговите недостатъци. „Хюга“ преминава през две големи модернизации от 1926 до 1928 г. и от 1934 до 1936 г. В процеса на които е напълно обновен и реконструиран.

## История на службата

### Втора световна война
С началото на войната в Тихия океан, „Хюга“ е част от линейните сили на Обединения флот на рейда в Hashirajima. На 7 декември той пристига на островите Бонин, (известни в Япония като островите Огасавара). „Хюга“ заедно с еднотипния кораб „Исе“, линкорите „Нагато“ и „Муцу“ влизат в 1-а бойна група като част от резервния линеен флот за операция Z (нападението над Пърл Харбър).
Силите на Обединения флот се връщат на рейда в Hashirajima на 12 декември 1941 г. и остават там до набега на американците върху японската база на остров Маркус на 4 март (база е разположена на разстояние 1200 мили от бреговете на Япония). Японците се опитват да засекат 16-а оперативна група на флота на САЩ (самолетоносачите USS Hornet (CV-8) („Хорнет“) и USS Enterprise (CV-6) „Ентърпрайз“) под командването на адмирал Холси. Съединението на Холси се движи с голяма скорост и вече е далеч, японците не са способни да влязат в контакт с тях. През април Холси се връща, този път движейки се в пределите на 650 мили от японските острови. От „Хорнет“ е осъществен знаменитият рейд на Дулитъл. Още веднъж „Хюга“, в състава на Обединения Флот, започва преследване, но групата на Холси отново успява да се изплъзне.
През май 1942 г., по време на провеждане на артилерийска подготовка заедно с „Нагато“, „Муцу“ и „Ямато“, лявото оръдие на линкора в кула №5 се взривява. Съществува риск от взрив и на барутните погреби и загуба на кораба. Петдесет и един члена на екипажа загиват в резултат на взрива. Два кърмови отсека са наводнени, което позволява да се спаси кораба. Линкорът се връща в Куре за ремонт. Кула №5 не е заменена. Вместо нея е заварен кръгъл стоманен лист върху барбета. На мястото на кулата са поставени 4 трицевни 25-милиметрови зенитни автомата Тип 96.
На 29 май 1942 г. „Хюга“ се присъединява към останалата част от флота за операцията по десант на Алеутските острови. Съединението от 2 леки самолетоносача, 6 крайцера, 12 разрушителя, 6 подводни лодки, 4 транспорта и флот от нефтени танкери нанасят отвличащ удар по Алеутските острови. Основният си удар имперският флот нанася срещу атола Мидуей.

### Преустройство в линкор-самолетоносач
След катастрофалното за Япония сражение за Мидуей в японския флот съзрява план за преустройство на всички линкори, освен „Ямато“ и „Мусаши“, в самолетоносачи. В крайна сметка, във военноморския флот решават, че само „Хюга“ и „Исе“ ще бъдат преустроени в хибридни линкори-самолетоносачи. От 1 май до 1 октомври 1943 г. „Хюга“ е преустроен във военноморската корабостроителница на Сасебо. На „Хюга“ и „Исе“ са демонтирани двете кърмови 356 мм кули, тежащи по 864 тона всяка и са свалени барбетите им с тегло по 800 тона. В кърмата е построена неголяма 60-метрова полетна палуба за излитането на ескадрила самолети и хангар за съхраняването им. За качването на самолетите от хангара до палубата е поставен асансьор. За да се компенсира намаленото тегло и за съхраняването на метацентричната височина, полетната палуба е покрита с 203-милиметрово бетонно покритие.
Зенитното въоръжение е също усилено, за по-добра защита от въздушни атаки. Авиокрилото на обновения кораб трябва да съставлява 14 пикиращи бомбардировача D4Y3 „Сюсей“ („Джуди“) и осем хидросамолета-бомбардировача Е16A „Дзуйюн“ (на японски: 瑞雲 Дзуйун, „Благоприятен облак“) („Пол“). Самолетите трябва да стартират от кораба с помощта на катапулти, а да се приземяват на обикновени самолетоносачи или наземни летища. Те, също така, могат да се качат на борда и с кранове. По причина на това, че производството на самолети е силно намалено, „Хюга“ никога не носи пълната авиогрупа.

### Край на службата
В периода от 24 до 28 юли 1945 г. самолети на американската палубна авиация на самолетоносачите „Есекс“, „Тайкондерога“, „Рандолф“, „Хенкок“, „Бенингтън“, „Монтерей“ и „Батан“ извършват масирани нападения над корабостроителницата в Куре. По време на бомбардировките „Хюга“ получава от 10 до 17 бомбови попадения и голям брой близки разриви на бомби. Силно повреденият кораб към 1 август е успешно преведен към плитководието и е поставен на грунта. До края на войната „Хюга“ се използва като зенитна батарея.

### Следвоенна съдба
На 20 ноември 1945 г. линкорът „Хюга“ е изключен от списъците на ВМФ на Япония. От 2 юли 1946 г. до 4 юли 1947 г., той е изваден и разкомплектован за метал в сух док на военната корабостроителница в Куре.